# Prestonia purpurissata
Prestonia purpurissata är en oleanderväxtart som beskrevs av R. E. Woodson. Prestonia purpurissata ingår i släktet Prestonia och familjen oleanderväxter. Inga underarter finns listade i Catalogue of Life.